# 동해항해상교통관제센터
동해항해상교통관제센터는 대한민국 해양경찰청 동해지방해양경찰청 소속의 교통관제센터이다.
센터장은 방송통신사무관이나 해양수산사무관으로 보한다.